# Faker
Lee Sang-hyeok (tiếng Hàn: 이상혁, Hán-Việt: Lý Tương Hách; sinh ngày 7 tháng 5 năm 1996), thường được biết đến với biệt danh Faker, là một game thủ Liên Minh Huyền Thoại chuyên nghiệp người Hàn Quốc, đội trưởng của đội tuyển thể thao điện tử T1. Anh bắt đầu thi đấu chuyên nghiệp từ năm 2013 ở vị trí đường giữa và gắn bó với T1 (trước đây là SK Telecom T1) trong suốt sự nghiệp. Faker đã giành được kỷ lục 10 lần vô địch League of Legends Champions Korea (LCK), hai lần vô địch Mid-Season Invitational (MSI) và kỷ lục năm chức vô địch tại Giải vô địch thế giới (còn gọi là Chung kết Thế giới – CKTG). Faker được giới chuyên môn và cộng đồng game đánh giá là tuyển thủ Liên Minh Huyền Thoại vĩ đại nhất trong lịch sử, đồng thời thường được so sánh với huyền thoại bóng rổ Michael Jordan vì những thành công phi thường trong sự nghiệp thể thao điện tử của mình.
Xuất thân từ quận Gangseo, Seoul, Faker sớm gây tiếng vang với tư cách là một người chơi solo queue vượt trội trước khi được SKT ký hợp đồng vào năm 2013, khi mới 17 tuổi. Ngay trong năm đầu tiên thi đấu chuyên nghiệp, anh đã giành được một danh hiệu LCK và chức vô địch thế giới. Từ năm 2014 đến 2017, anh tiếp tục giành thêm năm danh hiệu LCK, hai danh hiệu MSI vào các năm 2016 và 2017, cùng hai chức vô địch thế giới nữa vào các năm 2015 và 2016 – trở thành đội tuyển đầu tiên giành nhiều hơn một chức vô địch và cũng là đội đầu tiên bảo vệ thành công ngôi vương. Trong thời gian này, anh cũng giành chiến thắng tại All-Star Paris 2014 và IEM World Championship 2016. Từ năm 2018 đến 2022, Faker giành thêm bốn danh hiệu LCK, nhưng gặp khó khăn tại các giải đấu quốc tế. Anh đã trở lại đầy mạnh mẽ khi giành hai chức vô địch thế giới liên tiếp vào các năm 2023 và 2024 cùng một đội hình chủ yếu gồm các tuyển thủ trẻ. Faker còn đại diện cho đội tuyển quốc gia Hàn Quốc tại Đại hội Thể thao châu Á 2018 và giành huy chương bạc, cũng như tại Đại hội Thể thao châu Á 2022 và giành huy chương vàng.
Faker đã giành nhiều danh hiệu cá nhân danh giá trong suốt sự nghiệp, bao gồm hai lần nhận danh hiệu MVP tại Giải vô địch thế giới, một lần tại MSI, hai danh hiệu MVP mùa giải LCK, một danh hiệu MVP Chung kết LCK, hai lần được vinh danh là Tuyển thủ LCK của năm, hai lần được chọn là Đường giữa xuất sắc nhất và hai lần góp mặt trong Đội hình tiêu biểu hạng nhất của LCK. Anh cũng nắm giữ nhiều kỷ lục tại LCK, bao gồm: là tuyển thủ đầu tiên đạt 1.000, 2.000 và 3.000 điểm hạ gục; người đầu tiên đạt 5.000 điểm hỗ trợ; và người đầu tiên giành 600 trận thắng tại LCK. Vào năm 2025, anh trở thành người đầu tiên thi đấu 1.000 trận tại LCK sau chiến thắng trước KT Rolster, khi đó tổng thành tích của anh là 667 trận thắng và 333 trận thua. Faker cũng giữ kỷ lục là người có nhiều điểm hạ gục nhất tại các trận đấu tại Giải vô địch thế giới, và là tuyển thủ đầu tiên vượt mốc 100 trận thắng tại giải đấu này. Với những thành tựu nổi bật, anh đã được vinh danh là Vận động viên Esports xuất sắc nhất tại lễ trao giải The Game Awards vào các năm 2017, 2023 và 2024; được trao giải Tuyển thủ PC của năm tại Esports Awards vào năm 2023 và 2024; và được đưa vào danh sách Forbes 30 Under 30 khu vực châu Á hạng mục Giải trí & Thể thao năm 2019. Ngoài ra, anh còn được ghi danh vào Đại sảnh Danh vọng Thể thao điện tử của ESL trong cùng năm đó. Vào tháng 5 năm 2024, Riot Games công bố Faker là tuyển thủ đầu tiên được vinh danh tại Đại sảnh Huyền thoại của nền thể thao điện tử Liên Minh Huyền Thoại.
Faker là một trong những nhân vật thể thao điện tử được quảng bá nhiều nhất, từng xuất hiện trong nhiều quảng cáo và chương trình truyền hình. Năm 2020, anh trở thành đồng sở hữu và giữ vai trò điều hành tại công ty T1 Entertainment & Sports. Theo ước tính của Ủy ban Olympic, mức lương hằng năm của anh vào năm 2020 rơi vào khoảng gần 5 triệu đô la Mỹ.

## Thiếu thời
Faker sinh ngày 7 tháng 5 năm 1996 tại Seoul. Những năm đầu đời, anh sống cùng ông bà và cha mình, ông Lee Kyung-joon, tại quận Gangseo, Seoul. Được cha miêu tả là một đứa trẻ hướng nội, Faker sớm bộc lộ xu hướng tự học tự lập, thường xuyên thử thách bản thân với khối Rubik và tự học các ngoại ngữ. Dù không đắm chìm vào các trò chơi điện tử trong suốt thời niên thiếu, Faker vẫn tìm thấy niềm vui với những tựa game như Tekken và The King of Fighters tại các máy game thùng ở địa phương. Tuy nhiên, theo thời gian, anh dần bước vào thế giới game trên máy tính, bắt đầu khám phá những trò chơi như Maplestory và Warcraft III.
Vào năm 2011, khi tựa game Liên Minh Huyền Thoại ra mắt tại Hàn Quốc, Faker nhanh chóng đón nhận tựa game này và chỉ trong thời gian ngắn đã trở nên thành thạo. Khi đang theo học tại Trường Trung học Mapo, cũng là ngôi trường của Kim "Deft" Hyuk-kyu, Faker đã xin phép cha cho mình nghỉ học để theo đuổi sự nghiệp thể thao điện tử. Một tháng sau, cha anh đã đồng ý với quyết định này.

## Sự nghiệp

### Thành công trong mùa giải tân binh (2013)

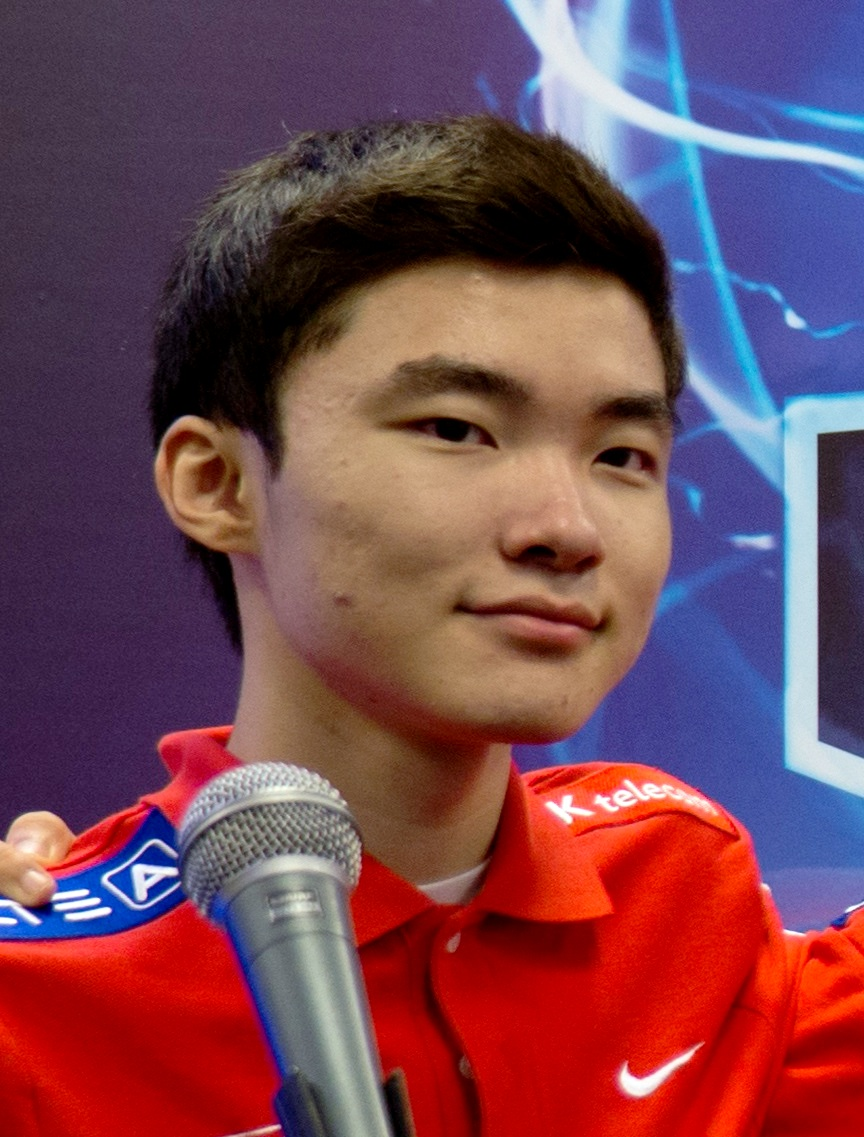
Faker sau khi vô địch Chung kết Thế giới 2013

Faker bắt đầu sự nghiệp thi đấu chuyên nghiệp vào năm 2013 khi được đội SK Telecom T1 2 (sau này được biết đến với tên gọi SK Telecom T1 K), một đội tuyển trực thuộc tổ chức SK Telecom T1, chiêu mộ. Ban đầu anh sử dụng biệt danh GoJeonPa và gia nhập đội với vai trò đường giữa, sau đó anh chọn Faker làm tên thi đấu chính thức. Anh ra mắt chuyên nghiệp vào ngày 6 tháng 4 năm 2013 trong một trận đấu được truyền hình trực tiếp tại Seoul, Hàn Quốc. Tại đây, Faker thực hiện một pha solo kill trước tuyển thủ đường giữa All-Star của Hàn Quốc – Kang "Ambition" Chan-yong. Tại giải đấu OGN Champions Korea Mùa Xuân 2013 – giải đấu chuyên nghiệp đầu tiên trong sự nghiệp, Faker đóng góp 31,6% tổng số điểm hạ gục của đội và đạt 133 điểm hạ gục sau 20 trận đấu, trở thành tuyển thủ có thành tích cao thứ ba của giải ở cả hai hạng mục này. Ở mùa giải tiếp theo – OGN Champions Korea Mùa Hè 2013 – SKT T1 2 đã tiến vào trận chung kết, nơi họ đối đầu với KT Rolster Bullets. Trong trận đấu, Faker bất ngờ bị Yoo "Ryu" Sang-wook từ phía Bullets lao vào tấn công, nhưng anh đã thực hiện một chuỗi động tác hoàn hảo đúng thời điểm để lật ngược tình thế và hạ gục Ryu. Pha xử lý này được xem là một trong những tình huống nổi tiếng nhất trong lịch sử Liên Minh Huyền Thoại; nó không chỉ giúp SKT T1 2 lội ngược dòng giành chiến thắng trước Bullets mà còn đánh dấu danh hiệu lớn đầu tiên trong sự nghiệp của Faker. Vào mùa thu năm 2013, SKT T1 2 đại diện cho Hàn Quốc và tổ chức SK Telecom T1 tham dự Giải vô địch thế giới mùa 3. Trong suốt giải đấu, họ đạt thành tích 15 trận thắng và 3 trận thua. SKT T1 2 đã đối đầu với đội Royal Club đến từ Trung Quốc trong trận chung kết và giành chiến thắng trong một trong những trận chung kết chênh lệch nhất trong lịch sử Liên Minh Huyền Thoại.

### Đạt được thêm 5 danh hiệu quốc tế (2014–2017)
Faker giành danh hiệu quốc nội thứ hai vào năm 2014, khi SKT nối tiếp thành công của năm 2013 bằng cách toàn thắng suốt mùa giải OGN Champions Mùa Đông 2013–2014 mà không để thua bất kỳ trận nào. Tuy nhiên, ở giải Champions Mùa Xuân 2014, đội bị loại từ vòng tứ kết. Không lâu sau đó, SKT giành chức vô địch tại All-Star Paris 2014 – giải đấu tiền thân của Mid-Season Invitational (MSI). Trở lại thi đấu tại Champions Mùa Hè 2014, dù đội tuyển giành được suất vào vòng playoffs, họ một lần nữa bị loại ở vòng tứ kết. Tại vòng loại Giải vô địch thế giới 2014, SKT đã đối đầu với Samsung Galaxy White trong trận đấu quyết định tranh vé tham dự. Trong loạt trận này, Faker bị hạ gục đầu tiên (còn được gọi là "chiến công đầu") trong cả ba ván liên tiếp, và SKT đã để thua trận, không giành được vé tham dự Giải vô địch thế giới năm đó. Trong kỳ chuyển nhượng sau đó, Riot Games đưa ra quy định mới rằng mỗi tổ chức chỉ được phép có một đội tham gia ở mỗi giải đấu, dẫn đến việc hai đội của SK Telecom là SKT T1 K và SKT T1 S được sáp nhập thành một, với tên gọi đơn giản là SK Telecom T1.

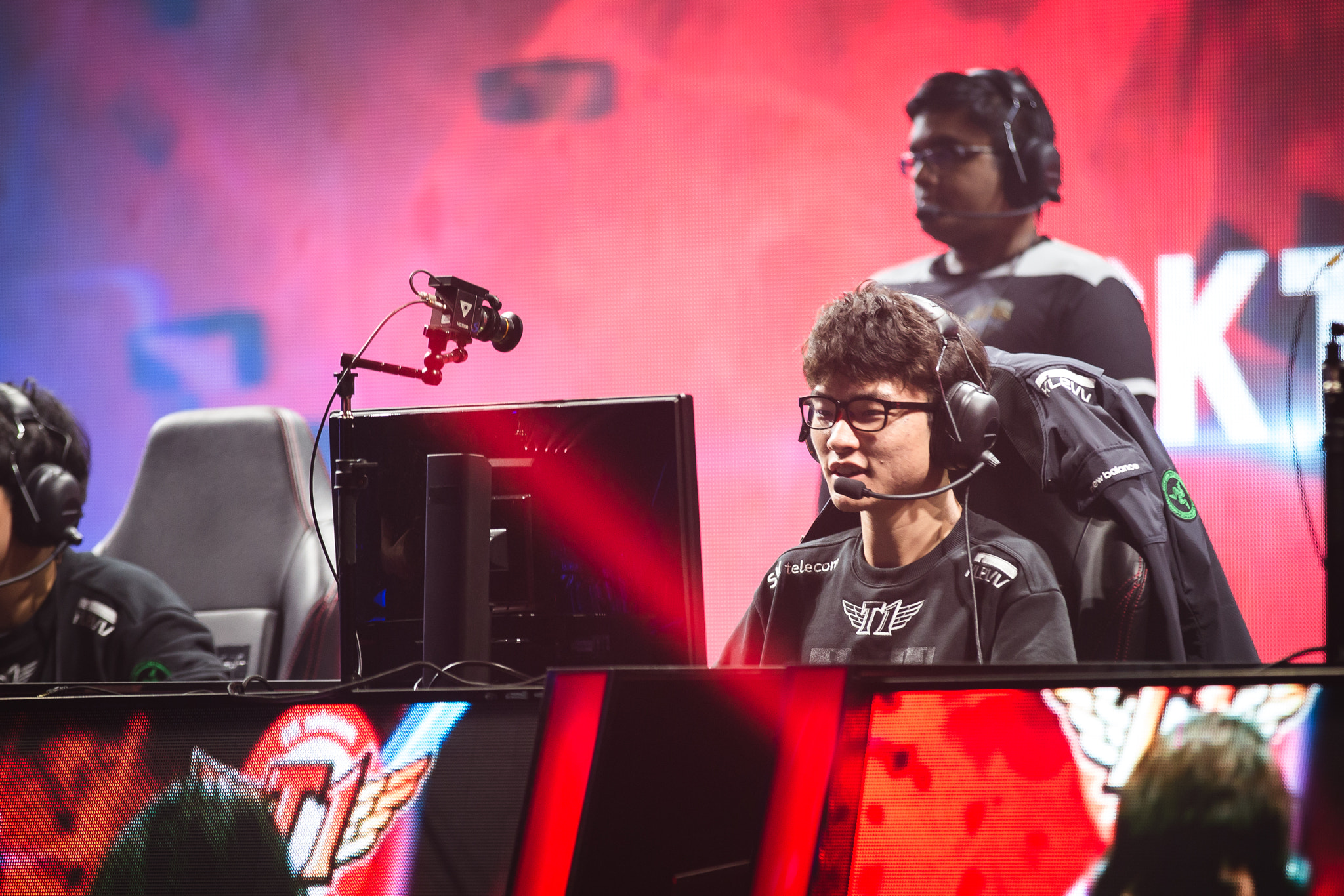
Faker thi đấu tại Giải vô địch thế giới Liên Minh Huyền Thoại 2015

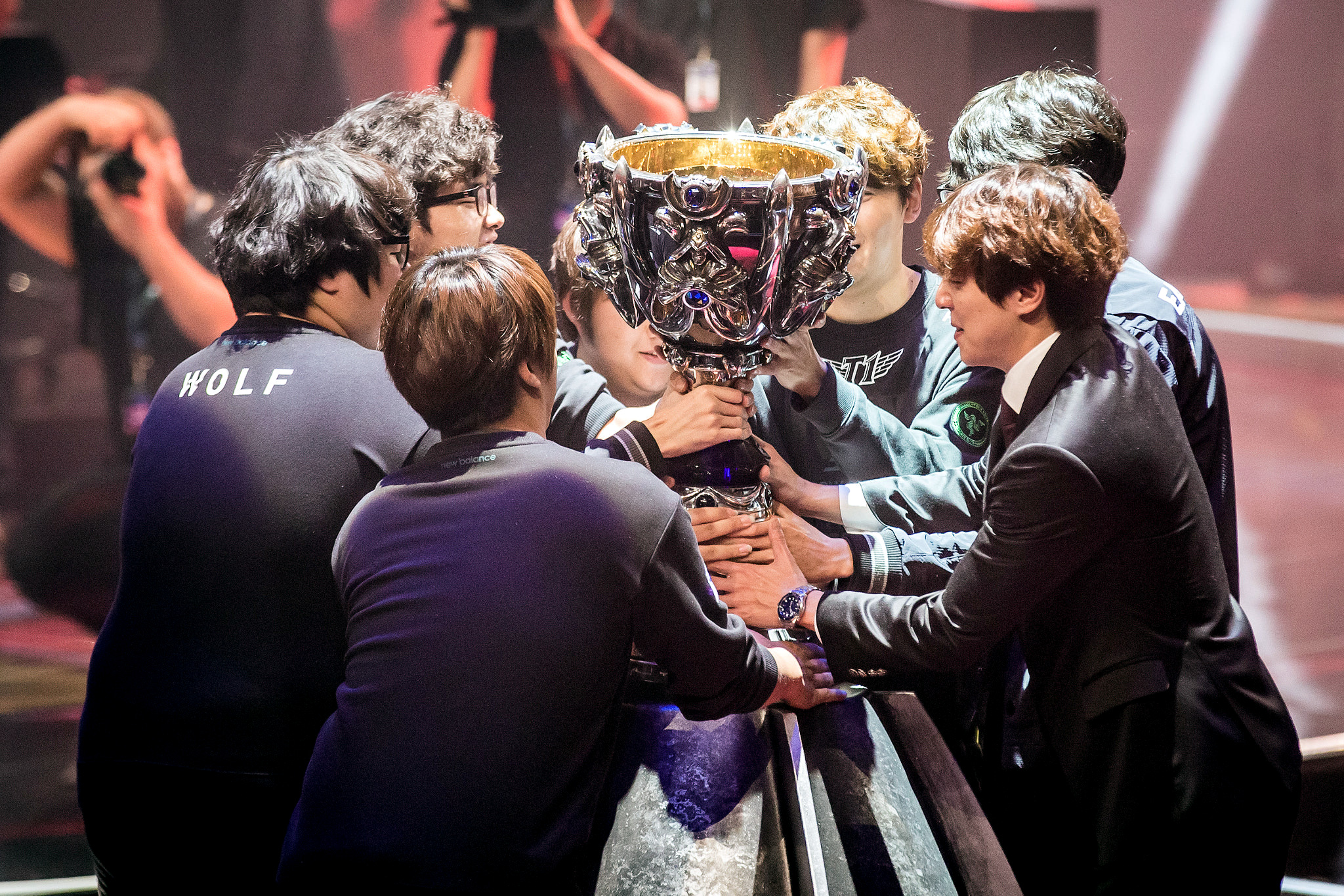
Faker ăn mừng sau chiến thắng tại Giải vô địch thế giới Liên Minh Huyền Thoại 2015

Trong kỳ chuyển nhượng năm 2015, Faker đã tái ký hợp đồng với SK Telecom, mặc dù nhận được nhiều lời mời từ các đội tuyển Trung Quốc với mức đãi ngộ gần 1 triệu đô la Mỹ. Tại mùa giải LCK 2015, anh luân phiên thi đấu ở vị trí đường giữa cùng với đồng đội Lee "Easyhoon" Ji-hoon. Trong trận mở màn Mùa Xuân gặp NaJin e-mFire, Faker ra sân từ đầu nhưng bị thay ra ở ván hai sau khi để thua ván đầu. Easyhoon là người được đưa vào thay thế, tuy nhiên Faker trở lại ở ván ba và giúp đội lội ngược dòng bằng cách ghi điểm một pha pentakill. Tại trận chung kết LCK Mùa Xuân 2015, Easyhoon là người ra sân trong cả ba ván đấu và giúp SKT giành chiến thắng. Dù trên danh nghĩa là giành thêm một danh hiệu quốc nội nữa, Faker bày tỏ sự không hài lòng với kết quả này và khẳng định quyết tâm thể hiện phong độ vượt trội hơn Easyhoon trong tương lai. Trong khoảng thời gian giữa hai mùa giải, SKT tham dự Mid-Season Invitational 2015 và tiến vào trận chung kết, nơi họ đối đầu với Edward Gaming trong loạt đấu Bo5. Easyhoon tiếp tục giữ vị trí đường giữa chính thức, nhưng khi đội bị dẫn trước 1–2, Faker được tung vào thi đấu ở ván bốn và giúp đội cân bằng tỉ số. Trong ván quyết định, anh đã chọn LeBlanc – một vị tướng mà anh chưa từng thua trong các trận đấu chuyên nghiệp – song SKT đã không thể giành chiến thắng trong ván cuối cùng, và đành chấp nhận vị trí á quân. Tại LCK Mùa Hè 2015, SKT tiến vào trận chung kết đối đầu với KT Rolster. Dù Easyhoon là người đảm nhiệm vị trí đường giữa chính trong phần lớn các trận đấu của mùa giải, Faker đã thi đấu cả ba ván trong trận chung kết và giành chiến thắng, qua đó giành danh hiệu LCK thứ tư trong sự nghiệp. Đến thời điểm này, Faker đã được cộng đồng đặt cho nhiều biệt danh, bao gồm "Quỷ Vương Bất Tử" và "Thần".
SKT đã giành thành công một suất tham dự tại Giải vô địch thế giới Liên Minh Huyền Thoại 2015. Tại đó, Faker chính thức đảm nhận vị trí đường giữa chính thức, còn Easyhoon chỉ góp mặt trong bốn trận đấu tại giải, mà theo lời các huấn luyện viên của SKT, điều này được cho là để "giữ cái tôi của Faker ở mức vừa phải". Trong suốt giải đấu, SKT chỉ để thua một ván duy nhất – ván ba của trận chung kết trước KOO Tigers (sau này là Hanwha Life Esports) – và sau đó giành chức vô địch thế giới lần thứ hai. Với chiến thắng này, Faker trở thành một trong hai tuyển thủ duy nhất từng hai lần giành được danh hiệu này. Sau trận đấu, Faker thu hút sự chú ý bởi màn ăn mừng có phần "dị thường" của mình khi anh ăn sống một nhánh bông cải xanh ngay trên sân khấu.
Faker khởi đầu năm 2016 bằng hai chiến thắng tại giải IEM Season X World Championship và trong trận chung kết LCK Mùa Xuân 2016. Nhờ màn trình diễn ấn tượng tại LCK Mùa Xuân, SKT giành được suất tham dự Mid-Season Invitational 2016. Dù có một vòng bảng khá cân bằng với thành tích 6–4, SKT cuối cùng vẫn lên ngôi vô địch sau khi đánh bại Counter Logic Gaming trong trận chung kết. Trong suốt giải đấu, Faker thể hiện phong độ cao với số mạng hạ gục nhiều thứ hai toàn giải, qua đó đánh dấu lần đầu tiên được trao danh hiệu MVP tại MSI hoặc Giải vô địch thế giới. Vào ngày 11 tháng 7 năm 2016, trong khuôn khổ LCK Mùa Hè 2016, Faker trở thành tuyển thủ đầu tiên trong lịch sử LCK đạt mốc 1.000 điểm hạ gục. Dù SKT không thể giành danh hiệu LCK thứ tư liên tiếp sau thất bại trước KT Rolster ở vòng playoffs, thành tích tổng thể vẫn đủ giúp họ giành vé đến Giải vô địch thế giới năm 2016. Tại giải đấu này, SKT tiến vào trận chung kết gặp Samsung Galaxy và giành chiến thắng với tỉ số 3–2. Faker giành chức vô địch thế giới lần thứ ba và được vinh danh là Tuyển thủ xuất sắc nhất của giải đấu. Đến cuối năm 2016, anh nhận được sự công nhận rộng rãi trong cộng đồng và thường được ví như  "Michael Jordan của làng thể thao điện tử".
Trước thềm mùa giải 2017, Faker đã gia hạn hợp đồng với SKT. Theo thông cáo báo chí từ SKT, bản hợp đồng này được ca ngợi là "hợp đồng tốt nhất trong lịch sử thể thao điện tử". Tại LCK Mùa Xuân 2017, anh giành thêm một danh hiệu LCK nữa khi cùng đội tuyển đánh bại KT Rolster với tỉ số 3–0 trong trận chung kết. Ở Mid-Season Invitational 2017, SKT đứng đầu vòng bảng với thành tích 8–2, rồi tiếp tục đánh bại G2 Esports trong trận chung kết, trở thành đội tuyển đầu tiên trong lịch sử giành hai chức vô địch MSI liên tiếp. Tuy nhiên, tại LCK Mùa Hè, SKT thường xuyên để bị dẫn trước ở giai đoạn đầu trận và gặp khó khăn trong việc duy trì phong độ như trước. Dù vậy, SKT vẫn tiến được đến trận chung kết và chỉ chịu thất bại trước Longzhu Gaming (sau này là DRX). Với thành tích đó, đội tuyển vẫn giành suất tham dự Giải vô địch thế giới 2017 và tiến vào trận chung kết, với Faker là thành viên duy nhất của SKT góp mặt trong cả bốn trận chung kết thế giới tính đến thời điểm đó. Trước thềm trận đấu cuối cùng với Samsung Galaxy, Faker đứng thứ hai trong số các tuyển thủ đường giữa về số điểm hạ gục và hỗ trợ, đồng thời cũng là người đã sử dụng nhiều vị tướng khác nhau nhất tại giải đấu này. SKT để thua trong trận chung kết trước Samsung Galaxy với tỉ số 0–3. Thất bại này đánh dấu lần đầu tiên Faker thua trong một trận chung kết thế giới, và anh tỏ ra vô cùng đau buồn, đến mức cần sự động viên từ các đồng đội để trấn tĩnh lại và bắt tay các tuyển thủ Samsung Galaxy sau trận đấu.

### Thất bại trên đấu trường quốc tế (2018–2021)
Sau khi mùa giải 2017 kết thúc, SKT tiến hành một cuộc tái thiết bán phần. Trong hoàn cảnh đó, Faker đã gặp nhiều khó khăn trong việc tìm lại phong độ và thành công suốt mùa giải 2018. Tại vòng playoffs LCK Mùa Xuân 2018, SKT không thể giành vé tham dự Mid-Season Invitational. Bước sang vào LCK Mùa Hè, từ ngày 21 tháng 7 năm 2018, Faker bị đẩy lên ghế dự bị để nhường vị trí thi đấu cho Choi "Pirean" Jun-sik. Những khó khăn của SKT vẫn tiếp diễn. Đội tuyển không thể vượt qua vòng bảng, đồng thời mất luôn cơ hội lọt vào playoffs. Faker trở lại đội hình chính tại Vòng loại khu vực LCK 2018 – giải đấu quyết định suất còn lại tham dự Giải vô địch thế giới. Tuy nhiên, SKT đã không thể giành vé đến với Chung kết Thế giới (CKTG), khép lại mùa giải 2018 đầy thất vọng.

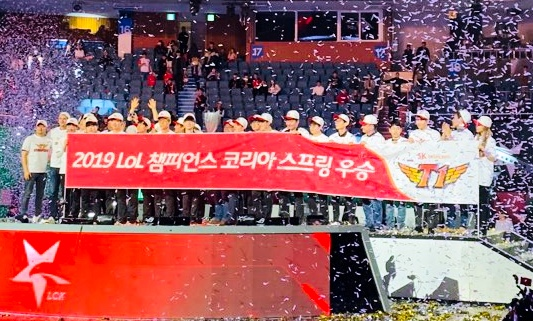
Faker ăn mừng sau chiến thắng tại chung kết LCK Mùa Xuân 2019

Để chuẩn bị cho mùa giải 2019, SKT một lần nữa tiến hành những thay đổi lớn trong đội hình, nhưng vẫn giữ lại Faker. Anh đã cùng SKT giành chức vô địch LCK Mùa Xuân 2019 sau khi đánh bại Griffin trong trận chung kết, qua đó đánh dấu danh hiệu LCK thứ bảy trong sự nghiệp của Faker. Tháng 5 năm 2019, SKT đại diện cho khu vực LCK tham dự Mid-Season Invitational 2019. Tuy nhiên, đội đã dừng bước ở vòng bán kết sau thất bại trước G2 Esports. Sau đó, anh cùng SKT tham dự giải Khu vực đại chiến năm 2019, nơi các đội tuyển đến từ LCK, LPL, LMS và VCS tranh tài. Đại diện LCK, gồm SKT và ba đội khác, đã giành chức vô địch sau khi vượt qua các đối thủ đến từ LPL. Với chiến thắng này, Faker trở thành tuyển thủ đầu tiên trong lịch sử giành được toàn bộ danh hiệu quốc tế do Riot tổ chức trong Liên Minh Huyền Thoại – bao gồm All-Stars, Khu vực Đại chiến, Mid-Season Invitational và Giải vô địch Thế giới. Tại LCK Mùa Hè 2019, SKT rơi xuống vị trí thứ chín trên bảng xếp hạng, khiến Faker bị đẩy lên ghế dự bị trong một trận đấu gặp Griffin. Dù vậy, đội đã lội ngược dòng ngoạn mục để lên ngôi vô địch sau khi đánh bại chính Griffin trong trận chung kết playoffs, giúp Faker mang về danh hiệu LCK thứ tám trong sự nghiệp. Tại Giải vô địch thế giới 2019, Faker trở thành tuyển thủ đầu tiên đạt mốc 100 trận thắng quốc tế sau chiến thắng của SKT trước Splyce ở vòng tứ kết. Tuy nhiên, SKT một lần nữa để thua G2 Esports ở vòng bán kết, đánh dấu lần đầu tiên Faker bị loại khỏi Giải vô địch thế giới ở vòng loại trực tiếp.
Sau mùa giải 2019, SK Telecom T1 đã tiến hành tái thương hiệu và đổi tên thành T1. Vào tháng 2 năm 2020, T1 thông báo rằng Faker đã gia hạn hợp đồng với tổ chức thêm ba năm, và như một phần của thỏa thuận, Faker cũng trở thành đồng sở hữu của T1 Entertainment & Sports, đảm nhận vai trò kép vừa là tuyển thủ vừa là lãnh đạo điều hành. Ngày 5 tháng 3 năm 2020, tại mùa giải LCK 2020, Faker trở thành tuyển thủ đầu tiên đạt mốc 2.000 điểm hạ gục tại LCK. Khi đó, tỷ lệ thắng trong sự nghiệp của Faker tại LCK là 67,4%, với 357 trận thắng và 173 trận thua. Vào tháng 4 năm 2020, Faker vượt qua Go "Score" Dong-bin để trở thành tuyển thủ thi đấu nhiều trận nhất trong lịch sử LCK, với tổng cộng 545 trận đấu. Vào tháng 4 năm 2020, Faker vượt qua Go "Score" Dong-bin để trở thành tuyển thủ thi đấu nhiều trận nhất trong lịch sử LCK, với tổng cộng 545 trận đấu. Anh cùng T1 sau đó đánh bại Gen.G trong trận chung kết LCK Mùa Xuân 2020, mang về danh hiệu LCK thứ chín trong sự nghiệp. Tuy nhiên, tại LCK Mùa Hè bắt đầu từ tháng 7 năm 2020, Faker phần lớn bị đẩy lên ghế dự bị để nhường vị trí cho Lee "Clozer" Ju-hyeon, người vừa tròn 17 tuổi. Trong vòng playoffs, anh được tung vào sân ở ván 2 trận gặp Afreeca Freecs, nhưng cuối cùng T1 vẫn bị loại khỏi giải đấu. Faker trở lại đội hình xuất phát tại vòng loại khu vực LCK cho Chung kết Thế giới 2020. Dù T1 vượt qua Afreeca Freecs ở bán kết, họ để thua Gen.G trong trận quyết định và không thể giành vé tham dự Chung kết Thế giới năm đó.
Tại LCK Mùa Xuân 2021, sau thất bại trước DRX vào ngày 19 tháng 2, Faker chủ động rút lui khỏi đội hình thi đấu trong ba tuần. Anh cho biết cần thời gian nghỉ ngơi để phục hồi tinh thần và cải thiện phong độ. Ngày 13 tháng 3, Faker trở lại thi đấu và cùng T1 giành chiến thắng trước Gen.G. Gen.G. Ở vòng playoffs, T1 dừng bước ở bán kết sau khi để thua Gen.G. Sang đến Mùa Hè, T1 tiến đến trận chung kết playoffs nhưng thất bại trước DWG KIA và về nhì chung cuộc. Tại vòng loại khu vực LCK, T1 đánh bại Hanwha Life Esports, qua đó giành vé vào vòng bảng Giải vô địch thế giới 2021. Khi T1 chuẩn bị bước vào vòng bảng của Chung kết Thế giới, Faker là tuyển thủ giàu kinh nghiệm nhất của đội, với hơn 150 trận thi đấu tại MSI và CKTG, trong khi tổng số trận quốc tế của các đồng đội anh chỉ là 65 trận. T1 đứng đầu bảng đấu, lọt vào bán kết và dừng bước tại top 4 sau khi để thua DWG KIA.

### Vô địch thế giới lần thứ 4 và thứ 5 (2022–2024)

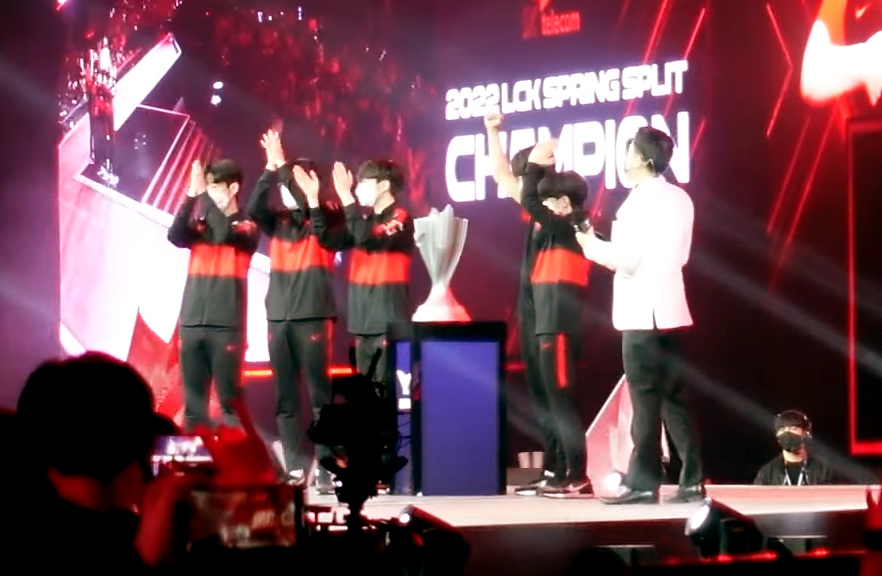
Faker (giữa) ăn mừng lần thứ 10 vô địch LCK.

Trong kỳ chuyển nhượng trước mùa giải 2022, hợp đồng giữa Faker và T1 đã hết hạn. Theo lời CEO của T1, Joe Marsh, một đội tuyển Trung Quốc thi đấu tại LPL đã đề nghị mức lương 20 triệu USD mỗi năm để chiêu mộ Faker tuy nhiên, anh đã quyết định tiếp tục gắn bó với T1. Mùa giải 2022 cũng đánh dấu năm thi đấu chuyên nghiệp thứ 10 của Faker. Tại LCK Mùa Xuân, anh trở thành tuyển thủ đầu tiên tại LCK đạt 2.500 điểm hạ gục và thi đấu 700 trận tại giải đấu này. Ngày 18 tháng 2, anh ghi dấu mốc trận đấu chuyên nghiệp thứ 1.000, trở thành tuyển thủ thứ hai trong lịch sử Liên Minh Huyền Thoại đạt được cột mốc này. Tại vòng bảng LCK Mùa Xuân 2022, T1 kết thúc vòng bảng LCK Mùa Xuân 2022 với thành tích toàn thắng 18–0, điều chưa từng có đội tuyển nào làm được trước đó. Phong độ của Faker trong mùa giải đã giúp anh được vinh danh trong Đội hình tiêu biểu hạng nhất (First All-Pro Team) của LCK, danh hiệu mà anh chưa từng nhận được kể từ năm 2020. T1 tiếp tục thi đấu ấn tượng tại vòng playoffs Mùa Xuân, và giành chiến thắng 3–1 trước Gen.G trong trận chung kết, đánh dấu danh hiệu LCK thứ 10 trong sự nghiệp của cả Faker và đội tuyển. Tại Mid-Season Invitational 2022, T1 lần đầu tiên lọt vào trận chung kết kể từ năm 2017 sau khi đánh bại G2 Esports ở bán kết. Tuy nhiên, họ để thua Royal Never Give Up (RNG) trong loạt trận cuối cùng. Vào ngày 8 tháng 7, trong trận đấu với Gen.G tại LCK Mùa Hè 2022, Faker trở thành tuyển thủ đầu tiên đạt mốc 500 trận thắng tại LCK. Tuy nhiên, T1 tiếp tục thất bại trước Gen.G trong trận chung kết và chấp nhận vị trí á quân. Dù vậy, T1 vẫn giành quyền tham dự Chung kết Thế giới 2022. Tại vòng bảng, Faker trở thành tuyển thủ đầu tiên thi đấu 100 trận CKTG, với thành tích 72 trận thắng và 28 trận thua. Anh cũng vượt qua Jian "Uzi" Zi-Hao để giữ kỷ lục tuyển thủ có nhiều mạng hạ gục nhất trong lịch sử Giải vô địch thế giới, với tổng cộng hơn 350 mạng qua nhiều kỳ giải đấu. Tiến vào trận chung kết CKTG, T1 đối đầu với DRX, tại đó Faker chạm trán người bạn học cùng cấp ba Kim "Deft" Hyuk-kyu. Trận đấu khép lại với thất bại 2–3 của T1, khiến họ lỡ cơ hội lên ngôi vô địch.

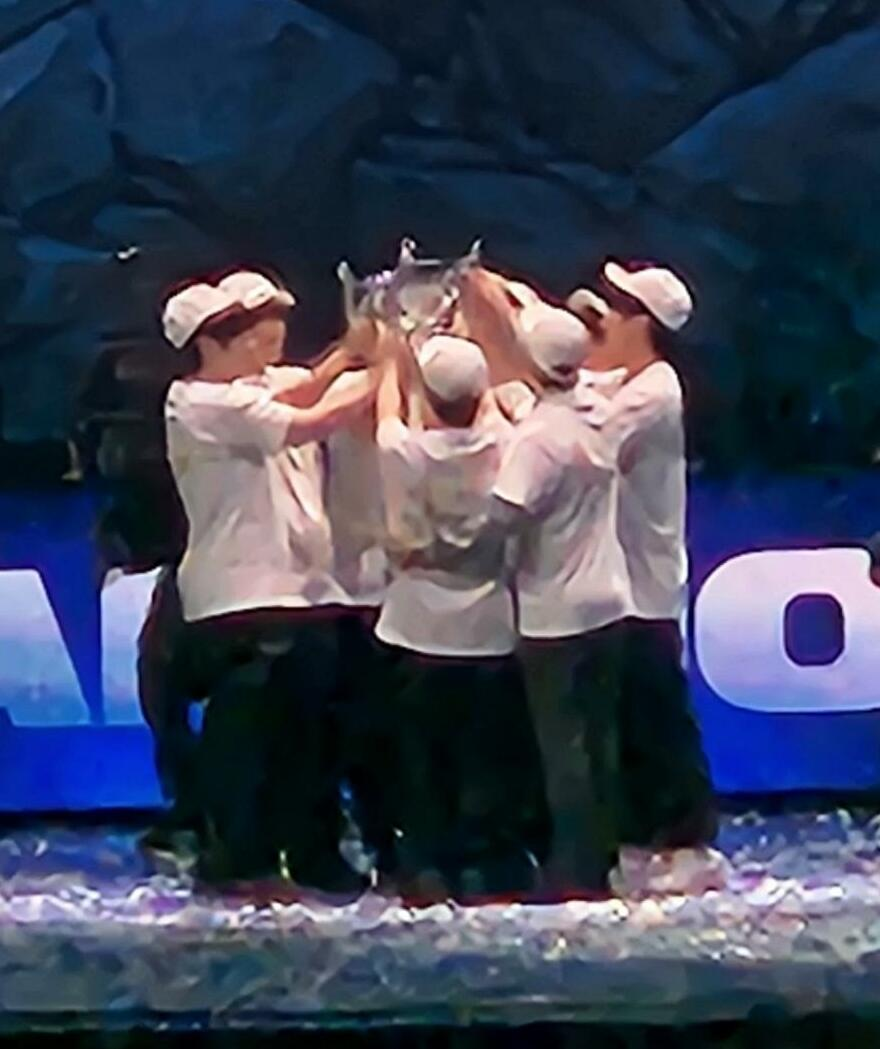
Faker và T1 ăn mừng sau chiến thắng tại Giải vô địch thế giới Liên Minh Huyền Thoại 2023

Tại LCK Mùa Xuân 2023, Faker tiếp tục thiết lập một kỷ lục mới tại giải đấu. Vào ngày 20 tháng 1 năm 2023, trong trận đấu với KT Rolster, anh đã vượt qua Kang "Gorilla" Beom-hyeon để trở thành tuyển thủ có nhiều pha hỗ trợ nhất trong lịch sử LCK với tổng cộng 4.137 lần hỗ trợ. Đến ngày 2 tháng 7, tại LCK Mùa Hè 2023, Faker buộc phải tạm ngừng thi đấu do chấn thương ở tay. Anh vắng mặt trong 4 tuần, và trong thời gian đó, thành tích của T1 tụt từ 6–2 xuống còn 7–9. Faker quay trở lại đội hình xuất phát vào ngày 2 tháng 8, góp công giúp đội giành chiến thắng trước Kwangdong Freecs. Giành chiến thắng trong trận đấu cuối cùng của mùa giải, T1 khép lại vòng bảng với thành tích 9–9, qua đó giành suất hạt giống số năm tại vòng playoffs LCK Mùa Hè. T1 tiến đến trận chung kết LCK Mùa Hè, khi đó họ để thua trước Gen.G. Với tổng điểm tích lũy cao nhất tại LCK, đội đã đủ điều kiện tham dự Giải vô địch thế giới 2023, đánh dấu lần thứ tám Faker góp mặt tại giải đấu này. Vào ngày 19 tháng 11 năm 2023, Faker giành chức vô địch thế giới lần thứ tư sau khi T1 đánh bại Weibo Gaming trong trận chung kết. Với chiến thắng này, Faker trở thành người đầu tiên giành bốn danh hiệu vô địch thế giới và, ở tuổi 27, cũng là tuyển thủ lớn tuổi nhất từng vô địch. Tại lễ trao giải LCK 2023 vào tháng 12, Faker được vinh danh là Tuyển thủ Đường Giữa xuất sắc nhất và Tuyển thủ xuất sắc nhất năm.
Vào ngày 1 tháng 2 năm 2024, Faker đạt chiến thắng thứ 600 tại LCK trong trận đấu với DRX, trở thành tuyển thủ đầu tiên trong lịch sử giải đấu đạt cột mốc này. Hai ngày sau anh tiếp tục ghi dấu lịch sử khi trở thành người đầu tiên trong lịch sử LCK đạt 3.000 mạng hạ gục trong trận gặp OK Brion. Đến ngày 7 tháng 4 năm 2024, trong trận đấu vòng bảng gặp Dplus KIA, Faker ghi dấu mốc 5.000 pha hỗ trợ trong sự nghiệp tại LCK, một thành tích chưa từng có tiền lệ. Tại Giải vô địch thế giới 2024, anh trở thành tuyển thủ đầu tiên cán mốc 100 trận thắng sau chiến thắng trước G2 Esports. Ngày 2 tháng 11 năm 2024, Faker cùng T1 lần thứ năm nâng cúp vô địch thế giới tại sân vận động O2 Arena. Anh được vinh danh là MVP của trận chung kết (FMVP), đánh dấu danh hiệu MVP thứ hai của anh tại Giải vô địch thế giới. Cùng ngày, Faker còn trở thành tuyển thủ đầu tiên đạt 500 mạng hạ gục tại sân khấu CKTG.

### Thay đổi đội hình và tiếp tục thành công (2025–nay)
Bước vào mùa giải 2025 cùng với một tuyển thủ đường trên mới, Faker cùng T1 đã giành quyền tham dự Mid-Season Invitational 2025 với tư cách hạt giống số hai của LCK, sau chiến thắng 3–0 trước Hanwha Life Esports trong loạt trận Road to MSI. Trong suốt mùa giải này, Faker cũng chính thức đạt mốc 1.000 trận thi đấu tại LCK, trở thành tuyển thủ đầu tiên trong lịch sử giải đấu đạt được cột mốc này.  Tại MSI 2025 diễn ra ở Vancouver từ ngày 27 tháng 6 đến 12 tháng 7, Faker lập nên hai cột mốc đáng nhớ: anh trở thành tuyển thủ đầu tiên đạt mốc 200 trận thắng tại các giải đấu quốc tế sau chiến thắng 3–0 của T1 trước Bilibili Gaming ở bán kết nhánh thắng, và sau đó tiếp tục chạm mốc 1.000 điểm hạ gục quốc tế trong ván hai của trận chung kết nhánh thắng gặp Gen.G khi sử dụng Taliyah. T1 đã tiến vào trận chung kết MSI lần thứ năm trong lịch sử tổ chức, nhưng để thua trước đại diện cùng khu vực Gen.G với tỷ số sát nút 2–3. Sau MSI, ở giai đoạn hai của mùa giải LCK được cải tổ, Faker và T1 đã đánh bại Gen.G 2–1 trong sự kiện sân nhà, chấm dứt chuỗi 28 trận thắng liên tiếp của Gen.G trên mọi đấu trường và đồng thời kết thúc chuỗi 12 trận thua liên tiếp của T1 trước đối thủ này tại LCK. Trong sự kiện sân nhà tiếp theo gặp Nongshim RedForce, T1 công bố việc Faker ký hợp đồng gia hạn thêm bốn năm, qua đó tiếp tục gắn bó với đội đến hết năm 2029.

## Sự nghiệp đội tuyển quốc gia
Faker đại diện cho Hàn Quốc tham dự nội dung biểu diễn bộ môn Liên Minh Huyền Thoại tại Đại hội Thể thao châu Á 2018. Giải đấu được tổ chức tại BritAma Arena, Mahaka Square, Jakarta, Indonesia từ ngày 27 đến 29 tháng 8 năm 2018. Faker chia sẻ rằng anh cảm thấy áp lực lớn hơn so với các giải đấu Liên Minh Huyền Thoại thông thường do đối tượng khán giả đa dạng tại Đại hội Thể thao châu Á. Đội tuyển Hàn Quốc đã giành huy chương bạc sau khi để thua 1–3 trước Trung Quốc trong trận chung kết.
Faker một lần nữa đại diện cho Hàn Quốc tham dự Đại hội Thể thao châu Á 2022, với vai trò là một trong sáu thành viên của đội tuyển quốc gia Hàn Quốc ở bộ môn Liên Minh Huyền Thoại. Mặc dù Hàn Quốc đã giành huy chương vàng sau khi lần lượt đánh bại Ả Rập Xê Út, Trung Quốc và Đài Bắc Trung Hoa ở tứ kết, bán kết và chung kết, Faker vắng mặt trong các trận đấu này do bị cảm cúm. Với tấm huy chương vàng, Faker được miễn nghĩa vụ quân sự bắt buộc.

## Phong cách thi đấu
Faker được xem là biểu tượng của sự toàn diện trong Liên Minh Huyền Thoại, với phong cách thi đấu kết hợp giữa kỹ năng cá nhân xuất sắc, tư duy chiến thuật tinh tế, và khả năng thích nghi linh hoạt với meta. Theo ESPN, Faker là “hiện tượng toàn cầu đầu tiên của thể thao điện tử”, nơi kỹ năng và phản xạ của anh đã tạo nên những pha outplay mang tính biểu tượng, đặc biệt từ khi mới 19 tuổi, và làm nên thương hiệu “Quỷ Vương Bất Tử". Tạp chí Dot Esports liệt kê những màn trình diễn xuất sắc của Faker là "những pha thi đấu kỹ thuật cao và chiến thuật sắc bén nhất từng xuất hiện trong Summoner’s Rift", đồng thời nhấn mạnh rằng bề dày tướng sở trường (champion pool) của anh khiến đối thủ khó đoán trong giai đoạn cấm chọn.
Faker nổi bật trong làng thể thao điện tử nhờ kỹ năng cá nhân và khả năng xử lý kỹ thuật tốt, cùng với tư duy chiến thuật giúp anh thường xuyên giữ vai trò dẫn dắt trận đấu. Đồng đội cũ và đối thủ từng nhận xét rằng Faker giữ vai trò "shotcaller" chính, tạo điều kiện để đồng đội tập trung vào vai trò cá nhân nhờ việc "Faker làm phần tư duy chung của cả đội". Faker được đánh giá là một tuyển thủ hội tụ cả sự thông minh lẫn kỹ năng cá nhân vượt trội, đến mức nhiều tuyển thủ trẻ cố gắng bắt chước cả cài đặt chuột của anh.

## Di sản

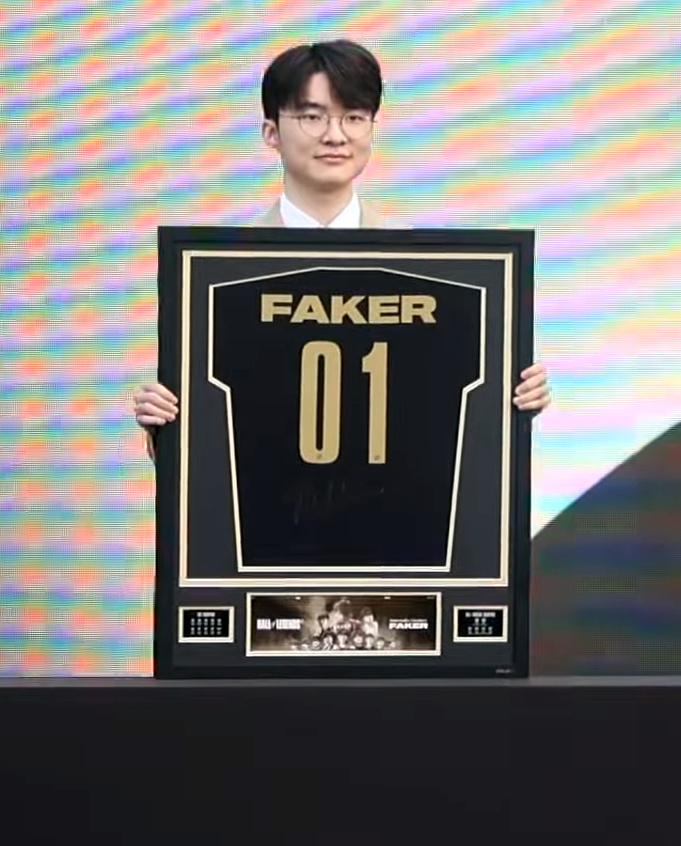
Faker cầm chiếc áo Đại sảnh Huyền thoại của mình vào năm 2024

Vào ngày 22 tháng 5 năm 2024, Riot Games thông báo rằng Faker đã được chọn là người đầu tiên được vinh danh trong Đại sảnh Huyền thoại (tiếng Anh: Hall of Legends) của Liên Minh Huyền Thoại, bước mở đầu cho một truyền thống vinh danh những tuyển thủ huyền thoại của bộ môn này. Anh chính thức được trao danh hiệu trong một buổi lễ riêng tại khách sạn The Shilla Seoul, Hàn Quốc vào ngày 6 tháng 6 năm 2024. Riot Games, phối hợp cùng Mercedes-Benz, đã tôn vinh sự nghiệp của Faker thông qua nhiều hình thức. Bên cạnh buổi lễ trao tặng biểu tượng truyền thống, Riot còn tổ chức một sự kiện lớn trong trò chơi bao gồm Battle Pass, trang phục (skins), biểu tượng (icons) và hiệu ứng đặc biệt tái hiện hành trình từ lúc chớm nở đến đỉnh cao sự nghiệp của anh.
Faker cũng mở ra một chuẩn mực mới về sự chuyên nghiệp và đối mặt với thất bại. Trong khuôn khổ diễn đàn "Future Dialogue for Global Innovation" do Bộ Ngoại giao Hàn Quốc tổ chức năm 2024, anh nhấn mạnh rằng thất bại là cơ hội để hoàn thiện bản thân, và cho biết bản thân luôn cố gắng giữ tinh thần tích cực sau những kết quả không như mong đợi.

## Tổng quan các mùa giải
| Đội             | Năm  | Quốc nội  | Quốc nội | Quốc nội | Quốc nội | Quốc nội | Quốc nội          | Khu vực           | Quốc tế       | Quốc tế                 | Quốc tế            |
| Đội             | Năm  | Giải      | Mùa      | Mùa      | Mùa      | Mùa      | Mùa               | Khu vực đại chiến | First Stand   | Mid-Season Invitational | Chung Kết Thế Giới |
| Đội             | Năm  | Giải      | Cúp      | Mùa Đông | Mùa Xuân | Mùa Hè   | Playoffs mùa giải | Khu vực đại chiến | First Stand   | Mid-Season Invitational | Chung Kết Thế Giới |
| --------------- | ---- | --------- | -------- | -------- | -------- | -------- | ----------------- | ----------------- | ------------- | ----------------------- | ------------------ |
| SK Telecom T1 K | 2013 | Champions | —        | —        | 3        | 1        | —                 | —                 | —             | —                       | 1                  |
| SK Telecom T1 K | 2014 | Champions | —        | 1        | 5–8      | 5–8      | —                 | —                 | —             | —                       | Không tham dự      |
| SK Telecom T1   | 2015 | LCK       | —        | —        | 1        | 1        | —                 | —                 | —             | 2                       | 1                  |
| SK Telecom T1   | 2016 | LCK       | —        | —        | 1        | 3        | —                 | —                 | —             | 1                       | 1                  |
| SK Telecom T1   | 2017 | LCK       | —        | —        | 1        | 2        | —                 | 2                 | —             | 1                       | 2                  |
| SK Telecom T1   | 2018 | LCK       | —        | —        | 4        | 7        | —                 | 2                 | —             | Không tham dự           | Không tham dự      |
| SK Telecom T1   | 2019 | LCK       | —        | —        | 1        | 1        | —                 | 1                 | —             | 3–4                     | 3–4                |
| T1              | 2020 | LCK       | —        | —        | 1        | 5        | —                 | —                 | —             | Không tổ chức           | Không tham dự      |
| T1              | 2021 | LCK       | —        | —        | 4        | 2        | —                 | —                 | —             | Không tham dự           | 3–4                |
| T1              | 2022 | LCK       | —        | —        | 1        | 2        | —                 | —                 | —             | 2                       | 2                  |
| T1              | 2023 | LCK       | —        | —        | 2        | 2        | —                 | —                 | —             | 3                       | 1                  |
| T1              | 2024 | LCK       | —        | —        | 2        | 3        | —                 | —                 | —             | 3                       | 1                  |
| T1              | 2025 | LCK       | 5        | —        | —        | —        |                   | —                 | Không tham dự | 2                       |                    |

## Giải thưởng và vinh danh
Quốc tế
- 5 lần vô địch Chung kết Thế giới – 2013, 2015, 2016, 2023, 2024[31][117][118]
- 2 lần MVP Chung kết Thế giới – 2016, 2024[31]
- 2 lần vô địch Mid-Season Invitational – 2016, 2017[31]
- 1 lần FMVP Mid-Season Invitational – 2016[119]
- 1 lần vô địch Esports World Cup – 2024
- 1 lần MVP Esports World Cup – 2024

Khu vực
- 1 lần vô địch Khu vực đại chiến – 2019

LCK
- 10 lần vô địch LCK – Mùa Hè 2013, Mùa Đông 2014, Mùa Xuân 2015, Mùa Hè 2015, Mùa Xuân 2016, Mùa Xuân 2017, Mùa Xuân 2019, Mùa Hè 2019, Mùa Xuân 2020, Mùa Xuân 2022[120]
- 2 lần MVP mùa giải LCK – Mùa Xuân 2013, Mùa Đông 2014[5]
- 1 lần FMVP mùa giải LCK – Mùa Xuân 2015[121]
- 2 lần đạt danh hiệu Tuyển thủ LCK của năm – 2023, 2024[86][122]
- 2 lần đạt danh hiệu Đường giữa LCK của năm – 2023, 2024[85][122]
- 1 lần đạt danh hiệu Tuyển thủ tiến bộ nhất LCK – 2021[123]
- 1 lần đạt danh hiệu Tuyển thủ mở giao tranh xuất sắc nhất LCK – 2022[124]
- 2 lần đạt danh hiệu OPGG Search King – 2023, 2024[125]
- 2 lần đạt danh hiệu Đội hình tiêu biểu hạng nhất LCK (LCK First All-Pro Team) – Mùa Xuân 2022, Mùa Xuân 2023[68][126]
- 2 lần đạt danh hiệu Đội hình tiêu biểu hạng nhì LCK (LCK Second All-Pro Team) – Mùa Hè 2022, Mùa Xuân 2024[127][128]
- 1 lần đạt danh hiệu Đội hình tiêu biểu hạng ba LCK (LCK Third All-Pro Team) – Mùa Xuân 2020[129]

Nền thể thao điện tử Hàn Quốc
- Huy chương vàng tại Đại hội thể thao Châu Á – 2022[108]

KeSPA
- 1 lần đạt giải Tuyển thủ Liên Minh Huyền Thoại Đường giữa xuất sắc nhất do KeSPA trao tặng – 2013[130]
- 1 lần đạt giải Tuyển thủ Liên Minh Huyền Thoại xuất sắc nhất do KeSPA trao tặng – 2015, 2016[131]
- 2 lần đạt giải Tuyển thủ Liên Minh Huyền Thoại được yêu thích do KeSPA trao tặng – 2015, 2016[131]
- 2 lần đạt giải Thể thao điện tử của năm bộ môn Liên Minh Huyền Thoại do KeSPA trao tặng – 2015, 2016[131]

Đại sảnh Danh vọng
- Được vinh danh tại Đại sảnh Huyền thoại của LoL Esports – 2024[132]
- Được vinh danh tại Đại sảnh Danh vọng Thể thao điện tử bởi ESL – 2019[119]
- 6 lần được vinh danh là Ngôi sao Thể thao Điện tử tại Đại sảnh Danh vọng Thể thao Điện tử Hàn Quốc – 2018, 2019, 2020, 2022, 2023 và 2024[133][134][135]

Truyền thông
- Forbes 30 Under 30 Châu Á – lĩnh vực Giải trí & Thể thao – 2019[136]
- Ba lần giành giải Vận động viên Thể thao điện tử xuất sắc nhất tại The Game Awards – 2017, 2023 và 2024[137][138]
- Hai lần được vinh danh là Tuyển thủ PC của năm tại Esports Awards – 2023, 2024[139]
- Forbes Korea Power Celebrity 40 – 2025[140]

## Tầm ảnh hưởng trong công chúng

### Hợp đồng quảng cáo và truyền hình
Faker đã trở thành gương mặt đại diện trong các chiến dịch tiếp thị của nhiều thương hiệu toàn cầu như Nike, Razer, Red Bull và Creative Artists Agency. Năm 2017, Faker làm người mẫu quảng cáo cho nước tăng lực Bacchus của Philippines. Anh cũng từng xuất hiện trong các chiến dịch tiếp thị cùng những người nổi tiếng như Son Heung-min để quảng bá cho các sản phẩm của SK Telecom; góp mặt trong các chương trình truyền hình trò chuyện như "Hello Counselor" của đài KBS2 vào tháng 11 năm 2018 và thể thao điện tử "The Dreamer" vào tháng 7 năm 2020. Một số sản phẩm cá nhân hóa cũng đã được phát hành, như kem Lotte mang tên anh (2020) hay chuột chơi game Razer DeathAdder V3 Pro “Faker Edition” (2023).

### Hoạt động từ thiện
Bên cạnh sự nghiệp thi đấu, Faker cũng có nhiều đóng góp tích cực cho cộng đồng thông qua các hoạt động thiện nguyện, đặc biệt là tại Hàn Quốc. Tháng 10 năm 2018, sau khi không thể tham dự Giải vô địch thế giới Liên Minh Huyền Thoại, anh tuyên bố sẽ quyên góp toàn bộ doanh thu từ hoạt động livestream trong tháng đó cho Quỹ Liên Hợp Quốc.
Trước tình hình đại dịch COVID-19 tại Hàn Quốc, Faker đã tích cực đóng góp cho các hoạt động cứu trợ, dù không phải lúc nào cũng công khai. Vào tháng 3 năm 2020, anh công bố quyên góp 30 triệu won (khoảng 25.000 USD) cho Tổ chức Community Chest of Korea. Tháng 1 năm 2022, anh tiếp tục đóng góp 50 triệu won (khoảng 41.700 USD) cho Quỹ Phúc lợi Xã hội Seoul. Với những đóng góp liên tục, anh được vinh danh trên "bức tường danh vọng" tại quận Gangseo, Seoul, nơi ghi nhận những cá nhân tích cực trong nỗ lực phòng dịch COVID-19. Vào tháng 8 sau đó, Faker tiếp tục mở rộng hoạt động từ thiện của mình khi quyên góp 30 triệu won cho Hiệp hội Cứu trợ Thiên tai Quốc gia Hope Bridge, nhằm hỗ trợ các nạn nhân bị ảnh hưởng bởi trận lũ lụt năm 2022 tại Hàn Quốc.

### Phát trực tiếp
Vào ngày 6 tháng 2 năm 2017, Faker bắt đầu buổi livestream đầu tiên trên nền tảng Twitch, thu hút lượng người xem cao nhất lên đến 245.100 người. Con số này đã lập kỷ lục về số người xem đồng thời cao nhất đối với một streamer cá nhân trong lịch sử của nền tảng. Tuy nhiên, vào đầu năm 2018, Tyler1 – một streamer Liên Minh Huyền Thoại nổi tiếng khác – đã phá vỡ kỷ lục này. Buổi stream của Tyler1 nhanh chóng đạt 300.000 người xem chỉ trong vòng 20 phút, vượt qua thành tích trước đó của Faker và thậm chí khiến máy chủ của Twitch tạm thời quá tải.

### Bị sử dụng hình ảnh trong chiến dịch chính trị
Trong cuộc bầu cử tổng thống Hàn Quốc năm 2025, chiến dịch tranh cử của ứng viên Kim Moon-soo thuộc Đảng Quyền lực Nhân dân đã sử dụng hình ảnh và tư thế đặc trưng "giơ ngón tay lên môi" của Faker trong các ấn phẩm quảng cáo trên mạng xã hội. Bức ảnh được thiết kế lại để truyền tải thông điệp quyết đoán, nhưng không được sự cho phép từ Faker hoặc tổ chức của anh. Vụ việc đã gây ra phản ứng mạnh mẽ từ cộng đồng người hâm mộ và từ chính T1 – tổ chức chủ quản của Faker, khi họ lên tiếng yêu cầu xoá bài đăng và khẳng định rằng Faker không liên quan đến bất kỳ đảng phái hay chiến dịch chính trị nào". Theo Sheep Esports, đây không phải lần đầu tiên Faker bị mượn làm biểu tượng trong các chiến dịch chính trị. Hình ảnh của anh từ lâu đã được nhận diện là một phần trong chính sách quyền lực mềm của Hàn Quốc, góp phần quảng bá văn hóa trẻ quốc gia trên trường quốc tế. Tuy nhiên, áp dụng hình ảnh này vào bối cảnh chính trị gây tranh cãi khiến T1 phải yêu cầu can thiệp để bảo vệ hình ảnh trung lập của tuyển thủ. Phản ứng của T1 và cộng đồng cho thấy sự nhạy cảm xung quanh việc sử dụng hình ảnh người nổi tiếng trong chính trị, đặc biệt khi đó là hình ảnh của một biểu tượng thể thao điện tử được yêu mến toàn cầu.

## Tranh cãi

### Tự đập đầu vào tường sau thất bại trước Gen.G
Trong một trận đấu thuộc vòng bảng LCK Mùa Hè 2024 vào ngày 3 tháng 8, T1 đã để thua trước Gen.G, tiếp nối chuỗi thất bại trước đối thủ này. Sau trận đấu, trong phòng chờ cách âm, Faker đã bất ngờ quay người đập đầu nhiều lần vào tường phía sau. Các đồng đội ban đầu không chú ý, nhưng sau đó Gumayusi đã kịp thời can thiệp và ngăn Faker tự gây thương tích. Hình ảnh này nhanh chóng lan truyền trong cộng đồng Liên Minh Huyền Thoại và gây nên nhiều lo ngại về sức khỏe tâm lý của anh. Đây là lần hiếm hoi Faker bộc lộ cảm xúc một cách dữ dội như vậy, bởi anh luôn được biết đến với phong thái điềm tĩnh và chuyên nghiệp trong suốt hơn một thập kỷ thi đấu đỉnh cao. Bài viết trên trang Kormedi mô tả đây là hành động “tự trách bản thân đến mức không kiềm chế được cảm xúc”, cho thấy Faker đã bị cảm xúc dằn vặt và thất vọng chi phối sâu sắc sau trận thua, đến mức không thể kiểm soát hành vi của mình.

## Kiện tụng

### SpectateFaker và tranh cãi xoay quanh quyền phát sóng trò chơi
Vào tháng 3 năm 2015, một streamer tên "SpectateFaker" trên Twitch đã tự động phát sóng các trận solo queue của Faker bằng chế độ khán giả trong trò chơi. Đằng sau đó là quyền phát sóng độc quyền của Azubu với tuyển thủ này, dẫn đến việc Azubu gửi yêu cầu gỡ nội dung vi phạm bản quyền theo DMCA nhằm ngăn chặn việc phát sóng trái phép. Tuy nhiên, theo GameSpot, Riot Games đã xác định rằng Azubu không sở hữu bản quyền đối với nội dung trò chơi do đó yêu cầu này không hợp pháp. Trong thông báo chính thức, chủ tịch Riot Games, Marc Merrill, cho biết công ty sẽ hỗ trợ việc gỡ bỏ các stream nếu tuyển thủ cảm thấy bị ảnh hưởng hoặc thiệt hại từ việc phát sóng. Ông khẳng định rằng toàn bộ nội dung đều thuộc bản quyền của Riot, nhưng đồng thời cho phép các luồng sử dụng chế độ khán giả miễn là không gây tác động tiêu cực đến tuyển thủ. Theo GameSpot, Riot thậm chí đang xem xét tự mình thực hiện các yêu cầu gỡ bỏ theo DMCA trong tương lai nhằm bảo vệ tuyển thủ khỏi tình trạng bị phát sóng tràn lan. Dot Esports nhận định rằng đây là một tiền lệ đáng chú ý, cho thấy Riot sẵn sàng can thiệp khi bất kỳ tuyển thủ nào – không chỉ riêng Faker – cảm thấy bị "ảnh hưởng tiêu cực" bởi việc phát sóng lặp đi lặp lại các trận đấu. Riot thậm chí đang lên kế hoạch triển khai một công cụ kỹ thuật cho phép người chơi ẩn một số trận khỏi chế độ khán giả.

### Lăng mạ cá nhân Faker và mẹ anh
Vào ngày 19 tháng 7 năm 2022, Faker và T1 đã đệ đơn kiện thông qua công ty luật Apex Law, LLC nhằm chống lại một nhóm cá nhân đã thực hiện các cuộc tấn công cá nhân độc hại nhắm vào Faker trên mạng. Vụ kiện dựa trên luật xúc phạm danh dự của Hàn Quốc, theo đó, các hành vi lăng mạ công khai có thể bị phạt tù lên đến một năm hoặc phạt tiền không quá 2 triệu won (tương đương 1.520 USD). Chi tiết cụ thể của vụ kiện không được tiết lộ nhiều, nhưng được biết các bị đơn – được gọi chung là "John Doe" – đã đưa ra những lời vu khống nhắm vào mẹ của Faker và đăng tải những hình vẽ phản cảm nghiêm trọng. Các luật sư đại diện của T1 mô tả những hành vi này là vô cùng xúc phạm. Giám đốc điều hành T1, Joe Marsh, làm rõ rằng mục đích của vụ kiện không phải là để phản ứng lại với những lời chỉ trích thông thường mà người của công chúng thường nhận, mà là để xử lý các bình luận mang tính đe dọa, quấy rối và lặp đi lặp lại, vượt quá giới hạn có thể chấp nhận được.